# 默基特希臘禮天主教委內瑞拉宗座代牧區
默基特希臘禮天主教委內瑞拉宗座代牧區（拉丁語：Exarchatus Apostolicus Caracensis Graecorum Melkitarum）是委內瑞拉一個東儀天主教宗座代牧區（默基特希臘禮），直屬聖座。該宗座代牧區是該國兩個東方禮聖統之一。
宗座代牧區於1990年2月19日成立，直屬聖座。主教座堂位於首都加拉加斯。宗座代牧區於2009年時有教友25,000人，下轄五個堂區和四名司鐸。現任宗座代牧為若瑟·克赫韋姆。

## 外部連結
- Beschreibung auf catholic-hierarchy.org （页面存档备份，存于） (englisch)
- Eintrag über das Apostolische Exarchat Venezuela auf Giga-Catholic (englisch) （页面存档备份，存于）